# Ernestina de Champourcín
Ernestina Michels de Champourcín y Morán de Loredo, née à Vitoria le 10 juillet 1905 et décédée le 27 mars 1999 à Madrid, est une poétesse espagnole de la Génération de 27. Elle fait partie du mouvement artistique féministe des Las Sinsombrero.

## Biographie

### Un milieu conservateur et catholique traditionaliste
Ernestina est née à Vitoria, capitale d'Alava, le 10 juillet 1905, dans une famille catholique traditionaliste.
Son père, royaliste et conservateur, est Antonio Michels de Champourcín y Tafarrell. Il possède le titre de baron de Champourcín, nom d'origine provençale. Sa mère, Ernestina Morán de Loredo y Castillanos (en espagnol : Ernestina Morán de Loredo y Castellanos, oui, Castellanos), est née à Montevideo, en Uruguay, d'une famille originaire des Asturies.
La famille emménage à Madrid lorsqu'Ernestina a 10 ans. 
La jeune Ernestina est inscrite au Collège du Sagrado Corazón et passe son baccalauréat à l'Institut Cardenal Cisneros. Son père s'oppose à son désir de poursuivre des études supérieures, mais sa mère la soutient.
Très douée dans les langues étrangères, elle écrit très tôt de la poésie en français. Elle grandit autour des livres de Victor Hugo, de Lamartine, d'Alfred de Musset, d'Alfred de Vigny, de Maurice Maeterlinck et de Paul Verlaine ainsi que des figures religieuses castillanes de Jean de la Croix et de Sainte Thérèse d'Avila. 
Plus tard, elle lit Valle-Inclán, Rubén Darío, Concha Espina, Amado Nervo et, surtout, Juan Ramón Jiménez, qui l'inspire tout particulièrement.

### Femme d'avant-garde
En 1926, María de Maeztu et Concha Méndez fondent le Lyceum Club Femenino, organisation féministe madrilène qui encourage les femmes à intervenir dans la société contemporaine, notamment sur le plan culturel et social. Ce projet intéresse Champourcín, qui s'implique dans le mouvement sur les questions relatives à la littérature.
La même année, elle publie à Madrid son ouvrage En silencio. Elle l'envoie à Juan Ramón Jiménez, dans l'attente d'une critique, mais ne reçoit pas de réponse.
Son chemin croise néanmoins le poète et son épouse Zenobia Camprubí, à La Granja de San Ildefonso, et une amitié naît. Il l'initie à la poésie anglaise classique et moderne : John Keats, Shelley, Francis Blake, William Butler Yeats.
C'est là qu'elle entre également en contact avec les figures de la Génération de 27 : Rafael Alberti, Federico García Lorca, Luis Cernuda, Jorge Guillén, Pedro Salinas et Vicente Aleixandre. Elle se rapproche alors de la Résidence d'étudiants et de son équivalent féminin, la Residencia de Señoritas de Madrid. 
À partir de 1927, Ernestina publie des critiques littéraires dans les journaux comme le Heraldo de Madrid. Après En silencio (1926), elle publie Ahora (1928), La voz en el viento (1931), Cántico inútil (1936).
Elle est reconnue sur la scène littéraire madrilène. Elle fait partie des deux seules femmes, avec la Canarienne Josefina de la Torre, à être sélectionnée par Gerardo Diego pour son Anthologie de la poésie espagnole contemporaine de 1934. Elle maintient également une correspondance intense avec la poétesse Carmen Conde, pratiquement ininterrompue de janvier 1928 à 1930, puis d'une façon plus espacée jusqu'aux années 1980. 
En 1930, elle rencontre Juan José Domenchina, poète et secrétaire personnel de l'homme politique Manuel Azaña. Elle l'épouse le 6 novembre 1930.

### Guerre d'Espagne et exil
Pendant la guerre d'Espagne, Juan Ramón Jiménez et Zenobia Camprubí fondent le comité « Protección de Menores » pour venir en aide aux enfants orphelins et abandonnés. Ernestina se joint à eux en tant qu'infirmière.
Mais elle doit rapidement quitter Madrid avec son époux, et le couple entame un périple qui le porte à Valence et Barcelone, puis Toulouse et Paris. Ils s'exilent définitivement au Mexique en 1939. Sa vie au Mexique est productive (Presencia a oscuras  (1952), Cárcel de los sentidos (1960) et El nombre que me diste (1960), mais son mari vit très mal l'exil et meurt en 1959.
À partir de ce moment, l'œuvre d'Ernestina de Champourcin devient plus sombre, voire mystique, et rappelle la religiosité de son enfance : Hai-kais espirituales (1967), Cartas cerradas (1968) et Poemas del ser y del estar (1972).

### Retour en Espagne et «second exil»
En 1972, Ernestina rentre en Espagne. Le retour n'est pas facile et ses difficultés sont reflétées dans ses écrits, tel Primer exilio (1978). 
Les sentiments de solitude et de vieillesse, les souvenirs des lieux qu'elle a connus, deviennent des thèmes récurrents qui transparaissent dans son œuvre :  La pared transparente (1984), Huyeron todas las islas (1988), Los encuentros frustrados (1991), Del vacío y sus dones  (1993) et Presencia del pasado (1996).
Elle meurt à Madrid le 27 mars 1999 et son œuvre, laissée dans l'ombre à cause de la dictature franquiste, est désormais reconnue.